# Ніколас Домінгес
Ніколас Мартін Домінгес (ісп. Nicolás Martín Domínguez, нар. 28 червня 1998, Буенос-Айрес, Аргентина) —— аргентинський футболіст, центральний півзахисник англійського «Ноттінгем Форест» та національної збірної Аргентини.

## Ігрова кар'єра

### Клубна
Ніколас Домінгес є вихованцем столичного клубу «Велес Сарсфілд». У першій команді у матчах аргентинської Прімери Домінгес дебютував у березні 2017 року.
В останній день літнього трансферного вікна Домінгес підписав контракт з італійською «Болоньєю» але до січня 2020 року залишався у складі «Велес Сарсфілд» на правах оренди. Загалом відіграв за «Болонью» протягом трьох з половиною сезонів понад 100 матчів Серії A.
1 вересня 2023 року перейшов до англійського «Ноттінгем Форест» в рамках угоди, за якою у зворотньому напрямі попрямував швейцарець Ремо Фройлер.

### Збірна
5 вересня 2019 року у товариському матчі проти команди Чилі Ніколас Домінгес дебютував у складі національної збірної Аргентини, вийшовши на заміну на 67 - й хвилині матчу.

## Статистика виступів

### Статистика клубних виступів
Станом на 27 серпня 2023
| Сезон                      | Команда                    | Чемпіонат                  | Чемпіонат | Чемпіонат | Національний кубок | Національний кубок | Національний кубок | Континентальні кубки | Континентальні кубки | Континентальні кубки | Інші змагання | Інші змагання | Інші змагання | Усього | Усього | Усього |
| Сезон                      | Команда                    | Ліга                       | Ігор      | Голів     | Ліга               | Ігор               | Голів              | Ліга                 | Ігор                 | Голів                | Ліга          | Ігор          | Голів         | Ігор   | Голів  |        |
| -------------------------- | -------------------------- | -------------------------- | --------- | --------- | ------------------ | ------------------ | ------------------ | -------------------- | -------------------- | -------------------- | ------------- | ------------- | ------------- | ------ | ------ | ------ |
| 2016–17                    | «Велес Сарсфілд»           | ПД                         | 12        | 1         | КА                 | 0                  | 0                  | -                    | -                    | -                    | -             | -             | -             | 12     | 1      |        |
| 2017–18                    | «Велес Сарсфілд»           | ПД                         | 24        | 0         | КА                 | 4                  | 0                  | -                    | -                    | -                    | -             | -             | -             | 28     | 0      |        |
| 2018–19                    | «Велес Сарсфілд»           | ПД                         | 25        | 3         | КА                 | 1                  | 0                  | -                    | -                    | -                    | КСЛ           | 3             | 0             | 29     | 3      |        |
| 2019-січ. 2020             | «Велес Сарсфілд»           | ПД                         | 14        | 5         | КА                 | 4                  | 0                  | -                    | -                    | -                    | -             | -             | -             | 18     | 5      |        |
| Усього за «Велес Сарсфілд» | Усього за «Велес Сарсфілд» | Усього за «Велес Сарсфілд» | 75        | 9         |                    | 9                  | 0                  |                      | -                    | -                    |               | 3             | 0             | 87     | 9      |        |
| січ.-черв. 2020            | «Болонья»                  | A                          | 16        | 0         | КІ                 | -                  | -                  | -                    | -                    | -                    | -             | -             | -             | 16     | 0      |        |
| 2020–21                    | «Болонья»                  | A                          | 28        | 1         | КІ                 | 2                  | 0                  | -                    | -                    | -                    | -             | -             | -             | 30     | 1      |        |
| 2021–22                    | «Болонья»                  | A                          | 28        | 0         | КІ                 | 1                  | 1                  | -                    | -                    | -                    | -             | -             | -             | 29     | 1      |        |
| 2022–23                    | «Болонья»                  | A                          | 31        | 3         | КІ                 | 3                  | 0                  | -                    | -                    | -                    | -             | -             | -             | 34     | 3      |        |
| 2023–24                    | «Болонья»                  | A                          | 2         | 0         | КІ                 | 1                  | 0                  | -                    | -                    | -                    | -             | -             | -             | 3      | 0      |        |
| Усього за «Болонью»        | Усього за «Болонью»        | Усього за «Болонью»        | 105       | 4         |                    | 7                  | 1                  |                      | -                    | -                    |               | -             | -             | 112    | 5      |        |
| Усього за кар'єру          | Усього за кар'єру          | Усього за кар'єру          | 180       | 13        |                    | 16                 | 1                  |                      | -                    | -                    |               | 3             | 0             | 199    | 14     |        |

### Статистика виступів за збірну
Станом на 27 серпня 2023
| Дата       | Місто        | Господарі | Результат | Гості     | Турнір                       | Голи | Примітки |
| ---------- | ------------ | --------- | --------- | --------- | ---------------------------- | ---- | -------- |
| 5-9-2019   | Лос-Анджелес | Чилі      | 0 – 0     | Аргентина | товариський матч             | -    | 67' 82'  |
| 10-9-2019  | Сан-Антоніо  | Аргентина | 4 – 0     | Мексика   | товариський матч             | -    | 54'      |
| 13-10-2019 | Ельче        | Еквадор   | 1 – 6     | Аргентина | товариський матч             | 1    | 57'      |
| 15-11-2019 | Ер-Ріяд      | Бразилія  | 0 – 1     | Аргентина | товариський матч             | -    | 90'      |
| 18-11-2019 | Тель-Авів    | Аргентина | 2 – 2     | Уругвай   | товариський матч             | -    | 68'      |
| 8-10-2020  | Буенос-Айрес | Аргентина | 1 – 0     | Еквадор   | Відбір до ЧС 2022            | -    | 84'      |
| 13-10-2020 | Ла-Пас       | Болівія   | 1 – 2     | Аргентина | Відбір до ЧС 2022            | -    | 69' 90'  |
| 12-11-2020 | Буенос-Айрес | Аргентина | 1 – 1     | Парагвай  | Відбір до ЧС 2022            | -    | 90'      |
| 21-6-2021  | Бразиліа     | Аргентина | 1 – 0     | Парагвай  | Копа Америка 2021 - 1-й етап | -    | 80'      |
| 28-6-2021  | Куяба        | Болівія   | 1 – 4     | Аргентина | Копа Америка 2021 - 1-й етап | -    | 71'      |
| 16-11-2021 | Сан-Хуан     | Аргентина | 0 – 0     | Бразилія  | Відбір до ЧС 2022            | -    | 86'      |
| Усього     |              | Матчів    | 11        |           | Голів                        | 1    |          |

## Титули і досягнення
- Переможець Суперкласіко де лас Амерікас: 2019
- Переможець Кубка Америки: 2021